# Thomas Mandl
Thomas Mandl (Eisenstadt, 7 febbraio 1979) è un ex calciatore austriaco, di ruolo portiere.

## Carriera

### Club
Dopo aver giocato nella massima serie austriaca (Austria Vienna e Sturm Graz) e svizzera (Basilea), si trasferisce in Italia, alla Nuorese, con cui gioca una partita nel campionato di Serie C2 2006-2007; dopo un mese torna in Austria, ricominciando dalla terza serie del campionato fino a giungere nuovamente in massima serie (LASK Linz).

### Nazionale
Ha giocato 13 partite con la Nazionale austriaca, dal 2002 al 2004.

## Palmarès

### Club

#### Competizioni nazionali
- Campionato austriaco: 1

Austria Vienna: 2002-2003
- Coppa d'Austria: 1

Austria Vienna: 2002-2003
- Supercoppa d'Austria: 1

Austria Vienna: 2003
- Campionato svizzero: 1

Basilea: 2004-2005